# Sønderup Sogn (Slagelse Kommune)
 For alternative betydninger, se Sønderup Sogn. (Se også artikler, som begynder med Sønderup Sogn)
Sønderup Sogn er et sogn i Slagelse-Skælskør Provsti (Roskilde Stift).
I 1800-tallet var Nordrupvester Sogn anneks til Sønderup Sogn. Begge sogne hørte til Slagelse Herred i Sorø Amt. Sønderup-Nordrupvester sognekommune gik med i Vestermose Kommune, der i 1966 blev dannet nordøst for Slagelse. Men den var for lille og blev ved selve kommunalreformen i 1970 indlemmet i Slagelse Kommune.
I Sønderup Sogn ligger Sønderup Kirke.
I sognet findes følgende autoriserede stednavne:
- Hallelev (bebyggelse, ejerlav)
- Hallelev Huse (bebyggelse)
- Sønderup (bebyggelse, ejerlav)
- Årslev (bebyggelse, ejerlav)